# Gründhütte
Die Gründhütte ist eine Selbstversorgerhütte der Sektion Oberland des Deutschen Alpenvereins auf einer sonnigen Lichtung am Hirschberg. Die Hütte ist ausschließlich für Mitglieder der Sektion München und der Sektion Oberland zugänglich.

## Geschichte
Die Hütte wurde erstmals 1932 von der Jungmannschaft der Sektion Oberland gepachtet. Sie wurde erst nur als Skihütte im Winter, später ganzjährig mit 12 Plätzen im Matratzenlager genutzt. 1970 wurde ein Schlepplift installiert, der die Besucher im Winter bequem zur Hütte bringt. Die Terrasse wurde 1973, 1985 und 2009 repariert und vergrößert. Die Stube wurde von 1978 bis 1980 mit neuem Fußboden und neuer Einrichtung ausgestattet. Das alte Toilettenhaus wurde 1993 abgerissen und der heutige Anbau mit Biotoilette entstand. Gleichzeitig wurde das gesamte Holzschindeldach erneuert. 1997 bekam die Hütte für Licht und zur Erwärmung des Toilettenbehälters eine Solaranlage vor der Terrasse eingebaut. Zur Befeuerung dient ein Holzherd. Die Gründhütte ist ganzjährig zugänglich.

## Zustieg
- Von Scharling oder Kreuth aus ist die Hütte in 1–1,5 Std. erreichbar.[3]

## Nachbarhütten
- Hirschberghaus (1511 m), Gehzeit 1,5 Std.
- Tegernseer Hütte (1650 m), Gehzeit 3,5 Std.
- Blankensteinhütte (1214 m), Gehzeit 5,5 Std.

## Gipfel
- Hirschberg (1668 m) Gehzeit 1,5 Std.
- Leonhardstein (1452 m), Gehzeit 1,5 bis 2 Std.
- Silberkopf (1540 m), Gehzeit 1 Std.

## Karten
- Alpenvereinskarte BY13 Tegernsee, Hirschberg (1:25.000)[4]